# Zeitgeist (Smashing Pumpkins-album)
 For alternative betydninger, se Zeitgeist. (Se også artikler, som begynder med Zeitgeist)
Zeitgeist er titlen på det sjette album fra Smashing Pumpkins og deres første i mere end syv år. Det blev udgivet 6. juli 2007 og blev bandets første udgivelse på Reprise Records. I USA har albummet solgt mere end 500.000 eksemplarer, og det anslås, at der er solgt langt over én million eksemplarer verden rundt. 
Zeitgeist blev den første plade fra Smashing Pumpkins, hvor James Iha og D'arcy Wretzky ikke medvirkede. Til gengæld er albummet udelukkende indspillet af bandets to tilbageværende originale medlemmer Billy Corgan og Jimmy Chamberlin. Det er med sine 52 minutter den korteste plade siden Gish. Albummet er indspillet i USA mellem august 2006 og februar 2007. 
Den første single fra albummet, "Tarantula", blev udgivet via iTunes 19. maj 2007 og på cd 2. juli 2007. Den blev spillet i amerikansk radio 18. maj 2007 og er det første nye musik, man hører fra Smashing Pumpkins siden november 2000. "Doomsday Clock" er med på soundtracket til filmen Transformers. Soundtracket udkom 3. juli 2007 og indeholder sange af bl.a. Linkin Park, Disturbed og Goo Goo Dolls. Den anden single fra albummet blev "That's the Way (My Love Is)", der blev udgivet i efteråret 2007.
Zeitgeist debuterede som nr. 2 på den amerikanske Billboard-hitliste i uge 29 med ca. 145.000 solgte eksemplarer. I New Zealand og Canada gik albummet direkte ind på førstepladsen. I Danmark debuterede Zeitgeist som nr. 14. Verden over var Zeitgeist det mest solgte album i uge 29. Ifølge Nielsen SoundScan var der blevet solgt 426.000 eksemplarer af Zeitgeist i juli 2012 – fem år efter udgivelsen.
Alle sange er skrevet af Billy Corgan. Derudover har Terry Date produceret sangene "That's the Way (My Love Is)", "Neverlost", "(Come On) Let's Go!" og "For God and Country", mens Roy Thomas Baker har produceret "Starz", "Bring the Light" og "Pomp and Circumstances". Alle sangene er desuden også produceret af Billy Corgan og Jimmy Chamberlin.
I forbindelse med udgivelsen af bandets syvende album Oceania i 2012 lavede musikmagasinet Rolling Stone en oversigt over de 20 bedste sange fra Smashing Pumpkins ud fra en omfattende afstemning blandt fans. Ingen af numrene fra Zeitgeist blev stemt ind på listen. Ved bandets koncerter er "Tarantula", "United States", "That's the Way (My Love Is)", "Doomsday Clock" og "Bring the Light" i nævnte rækkefølge de mest spillede numre live. 

## Skæringsliste
1. "Doomsday Clock"
2. "7 Shades of Black"
3. "Bleeding the Orchid"
4. "That's the Way (My Love Is)"
5. "Tarantula"
6. "Starz"
7. "United States"
8. "Neverlost"
9. "Bring the Light"
10. "(Come On) Let's Go!"
11. "For God and Country"
12. "Pomp and Circumstances"

## Medvirkende
- Billy Corgan (sang, guitar, bas, keyboard, producer)
- Jimmy Chamberlin (trommer, producer)

## Singler
- Tarantula
- That's the Way (My Love Is)

Doomsday Clock gik ind som nr. 185 på den britiske hitliste, og Bring the Light gik ind som nr. 7 på hitlisten i Peru til trods for, at de ikke er blevet udgivet som singler. 

## Outtakes
Følgende nye sange har bandet enten indspillet omtrent samtidig med Zeitgeist eller spillet på verdensturnéen for albummet, særligt under de specielle koncerter i sommeren 2007 i Asheville, USA og San Francisco, USA:
- Signal to Noise
- Gossamer
- Zeitgeist
- Death From Above
- Ma Belle
- Stellar
- The Rose March
- Pox
- Sunkissed
- Again, Again, Again (The Crux)
- 99 Floors
- I Don't Mind
- If Only in a Dream
- Mama
- I'm Doing the Best I Can
- Question Mark
- The Leaving Lament
- Psalm 131
- Superchrist
- Peace and Love
- Promise